# Міста Японії
Міста́ (яп. 市) — адміністративні одиниці Японії муніципального рівня. На відміну від японських містечок і сіл, міста не є складовими повітів, а на пряму підлягають префектурам, на території яких знаходяться. Права міст визначені «Законом Японії про місцеве самоврядування» 1947 року.
Зазвичай, в Японії статус міста надається таким містечкам або селам, кількість мешканців яких перевищує 50 000 чоловік. Цей статус не змінюється навіть за умови зменшення жителів міста. Наприклад населення міста Утасінай у префектурі Хоккайдо становить лише 6000, в той час як сусіднє містечко Отофуке тієї ж префектури нараховує близько 40 000 мешканців.
Залежно від кількості населення, японські міста можуть бути підвищенні до статусу особливих міст (200 000 мешканців і більше), центральних міст (300 000 мешканців і більше) та міст державного значення (500 000 мешканців і більше). Кожен статус передбачає отримання містом нових прав у самоуправлінні.
Японська столиця Токіо помилково вважається містом, проте насправді є столичною префектурою. Як правило, коли говорять про «місто Токіо» мають на увазі 23 особливі райони Токіо, що утворюють центр токійської метрополії. Кожен з цих особливих районів має такий самий статус і права як звичайне японське місто.
Сьогодні в Японії нараховується близько 782 міст. .